# Karl Johans gate
Karl Johans gate (l'avenue Karl Johan) est la rue principale de la ville d'Oslo, en Norvège.
La rue a été nommée en l'honneur du roi Charles XIV Jean de Suède (ou Karl III Johan en norvégien), qui a été en même temps roi de Suède et de Norvège.
Dans son tracé actuel, elle se situe entre la gare centrale d'Oslo et le Palais royal. La route change de direction et de largeur légèrement à mi-chemin à Egertorget. C'est le point le plus élevé à partir duquel il est possible de voir les deux extrémités de la rue, dont la longueur est de 1 020 mètres plus 300 mètres d'extension jusqu'au Palais royal.
La rue comprend de nombreuses attractions touristiques d'Oslo comme, en plus du Palais royal et de la gare centrale, l'édifice du Storting (Siège du parlement norvégien), le théâtre national, les anciens bâtiments de l'université, le parc du Palais et l'étang (Spikersuppa) ou encore le Grand Hôtel.
Le premier immeuble de quatre étages dans Karl Johans gate a été édifié par Thøger Binneballe en 1844